# Liste der Nummer-eins-Hits in Portugal (2010)
Diese Liste enthält alle Nummer-eins-Hits in Portugal im Jahr 2010. Es gab in diesem Jahr 23 Nummer-eins-Alben.
| Alben |
| --- |
| - D’ZRT − Project - 3 Wochen (27. Dezember 2009 – 16. Januar 2010, insgesamt 4 Wochen; → 2009) - The Black Eyed Peas – The E.N.D. - 4 Wochen (17. Januar – 13. Februar) - Sade – Soldier of Love - 1 Woche (14. Februar – 20. Februar) - Rita Guerra – Luar - 4 Wochen (21. Februar – 20. März) - Raul Solnado – Façam o favor de ser felizes! - 1 Woche (21. März – 27. März) - Tiago Bettencourt & Mantha – Em fuga - 1 Woche (28. März – 3. April) - Madonna − Sticky & Sweet Tour - 2 Wochen (4. April – 17. April) - Pedro Abrunhosa & Comité Caviar − Longe - 2 Wochen (18. April – 1. Mai) - Deolinda − Dois selos e um carimbo - 3 Wochen (2. Mai – 22. Mai) - Hoje − Amália Hoje - Ao vivo - 2 Wochen (23. Mai – 5. Juni) - Mickael Carreira − Ao vivo no coliseu de Lisboa - 3 Wochen (6. Juni – 26. Juni) - Miley Cyrus − Can't Be Tamed - 4 Wochen (27. Juni – 24. Juli) - Sting − Symphonicities - 2 Wochen (25. Juli – 7. August) - Arcade Fire − The Suburbs - 1 Woche (8. August – 14. August) - Chave d'Ouro − Pai da criança - 1 Woche (15. August – 21. August) - Iron Maiden – The Final Frontier - 1 Woche (22. August – 28. August) - Beto − O melhor de Beto - 3 Wochen (29. August – 18. September, insgesamt 4 Wochen) - Linkin Park – A Thousand Suns - 1 Woche (19. September – 25. September) - Beto − O melhor de Beto - 1 Woche (26. September – 2. Oktober, insgesamt 4 Wochen) - Camané − Do amor e dos dias - 2 Wochen (3. Oktober – 16. Oktober) - João Pedro Pais − O Coliseus - 1 Woche (17. Oktober – 23. Oktober) - Shakira − Sale el sol - 2 Wochen (24. Oktober – 6. November) - Bon Jovi – Greatest Hits - 3 Wochen (7. November – 27. November) - Tony Carreira – O mesmo de sempre - 8 Wochen (28. November 2010 – 22. Januar 2011, insgesamt 11 Wochen; → 2011) |